# Conoclinium mayfieldii
Conoclinium mayfieldii là một loài thực vật có hoa trong họ Cúc. Loài này được T.F.Patt. mô tả khoa học đầu tiên năm 1996.